# روبي وينديل
روبي وينديل (بالإنجليزية: Ruby Wendell)‏ هي ممثلة أمريكية، ولدت في 1979 في آيوا سيتي في الولايات المتحدة.

## وصلات خارجية
- روبي وينديل على موقع IMDb (الإنجليزية)
- روبي وينديل على موقع قاعدة بيانات الفيلم (الإنجليزية)